# Пыркэлаб, Йон
Йон Пыркэлаб (рум. Ion Pârcălab; род. 5 ноября 1941, Бухарест) — румынский футболист, нападающий.

## Карьера

### Клубная карьера
Во взрослом футболе дебютировал в 1958 году в клубе «УТА», куда его пригласил сводный брат Николае Думитреску, работавший в клубе помощником главного тренера. 24 мая 1959 года он дебютировал в чемпионате Румынии в матче против клуба «Жиул». Всего в составе клуба выступал на протяжении трёх сезонов.
В 1961 году перешёл в «Динамо» (Бухарест), где провёл большую часть своей карьеры. Вместе с командой он четыре раза подряд становился чемпионом Румынии. Он также выиграл два Кубка Румынии. В 1965 году Пыркэлаб занял третье место в рейтинге на звание «Футболист года в Румынии». В сезоне Кубка европейских чемпионов 1963/64 он сыграл во всех четырёх матчах своей команды. В последнем выступлении клуба на турнире Пыркэлаб забил гол в ворота «Реала», но команда всё равно потерпела поражение. Последнее появление Пыркэлаба в национальном чемпионате состоялось 19 июля 1970 года, когда клуб сыграл против команды «Политехника».
В июне 1970 года Николае Чаушеску в ходе визита во Францию договорился в президентом Помпиду и мэром Нима о переводе двух румынских футболистов в местный футбольный клуб «Ним». Несколько французов были приглашены на финал Кубка Румынии 1970 года и выбрали Флоря Воиня и Пыркэлаба в качестве новых игроков клуба. Пыркэлаб завершил свою профессиональную карьеру три сезона спустя.

### Карьера в сборной
8 октября 1961 года дебютировал в официальных матчах в составе национальной сборной Румынии в товарищеском матче против сборной Турции. Его вторая игра окончилась победой над сборной Испании со счетом 3:1 в отборочном этапе чемпионата Европы 1964 года.
Пыркэлаб забил свой первый гол за сборную в товарищеском матче, который закончился победой со счетом 3:2 над сборной ГДР. Он также сыграл в шести матчах и забил один гол в отборочном этапе чемпионата мира 1966 года.
Пыркэлаб также сыграл 12 игр за олимпийскую сборную Румынии. Всего в составе сборной сыграл в 38 матчах, забив пять голов.

### Тренерская карьера
После завершения игровой карьеры работал в тренерских штабах клубов «УТА» и «Глория», а также тренировал молодёжную команду клуба «Спортул Студенцеск».

## Личная жизнь
У Пыркэлаба есть сводный брат Николае Думитреску, который также был профессиональным футболистом и выступал за национальную сборную.
В 1980 году Пыркэлаб был обвинён в убийстве футбольного вратаря Николае Станку. Он был приговорён к трём годам тюрьмы, но вышел на свободу два года спустя. Сам Пыркэлаб отрицает свою вину и заявляет, что его осудили несправедливо.

## Достижения
«Динамо» (Бухарест)
- Чемпион Румынии: 1961/62, 1962/63, 1963/64, 1964/65
- Обладатель Кубка Румынии: 1963/64, 1967/68